# Aeroportul Pine Cay
Aeroportul Pine Cay (IATA: PIC, ICAO: MBPI) este un aeroport din Insulele Turks și Caicos, Regatul Unit.
Situat la o altitudine de 1 m, aeroportul dispune de o singură pistă.